# تشاة شيب (مقاطعة فيروزآباد)
تشاة شيب (بالفارسية: چاه شیب) هي قرية تقع في قسم جايدشت الريفي في إيران. يقدر عدد سكانها بـ 0 نسمة بحسب إحصاء 2016.